# Citroën C5 (China)

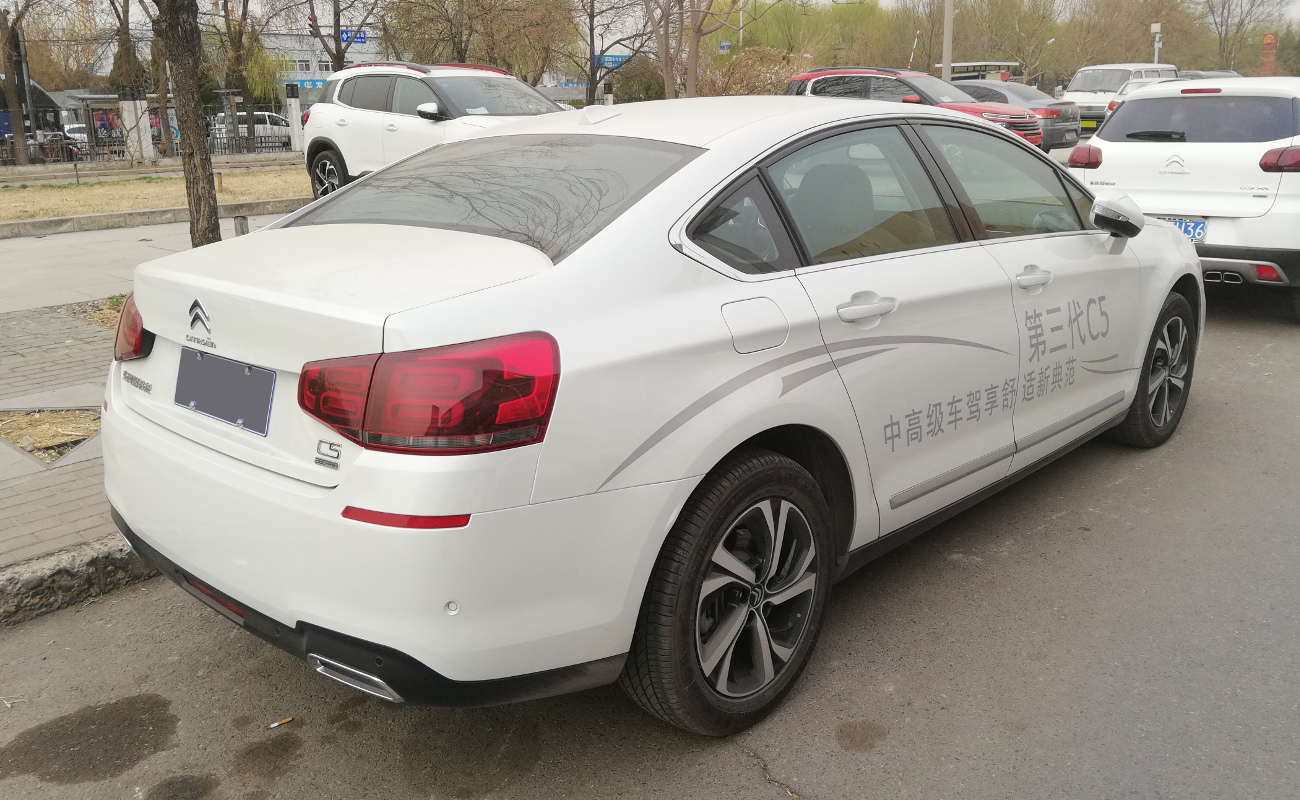
Heckansicht

Der Citroën C5 ist eine Limousine der Mittelklasse des französischen Automobilherstellers Citroën, die unter dem Citroën C6 positioniert ist.

## Geschichte
Auf der Shanghai Motor Show im April 2017 präsentierte Citroën eine neue Limousine mit dem Namen C5. Eigentlich handelt es sich dabei nur um ein überarbeitetes Modell des früheren Citroën C5, jedoch spricht der Hersteller von einer neuen Generation. Optisch übernimmt die Limousine einige Details des C5 Aircross. Das neue Modell wurde nur in China angeboten und ab Mai 2017 beim Dongfeng PSA Joint Venture gebaut. Die verbauten Motoren kamen auch im DS5 LS und im DS 6 zum Einsatz.

## Technische Daten
|                                            | 350 THP                | 380 THP                |
| ------------------------------------------ | ---------------------- | ---------------------- |
| Bauzeitraum                                | 05/2017–10/2020        | 05/2017–10/2020        |
| Motorkenndaten                             |                        |                        |
| Motorart                                   | Ottomotor              | Ottomotor              |
| Motorbauart                                | R4                     | R4                     |
| Hubraum                                    | 1598 cm³               | 1751 cm³               |
| max. Leistung bei min−1                    | 123 kW (167 PS) / 6000 | 150 kW (204 PS) / 5500 |
| max. Drehmoment bei min−1                  | 245 Nm / 1400–4000     | 280 Nm / 1400–4000     |
| Kraftübertragung                           |                        |                        |
| Antrieb, serienmäßig                       | Vorderradantrieb       | Vorderradantrieb       |
| Getriebe, serienmäßig                      | Stufenloses Getriebe   | Stufenloses Getriebe   |
| Messwerte                                  |                        |                        |
| Höchstgeschwindigkeit                      | 215 km/h               | 235 km/h               |
| Beschleunigung, 0–100 km/h                 | 9,8 s                  | 8,3 s                  |
| Kraftstoffverbrauch auf 100 km, kombiniert | 6,5 l Super            | 6,6 l Super            |
| Leergewicht                                | 1580 kg                | 1615 kg                |
| Tankinhalt                                 | 70 l                   | 70 l                   |